# アクセルエンターメディア
株式会社アクセルエンターメディア（英: AXELENTERMEDIA,INC.）は、東京都渋谷区に本社を置くインターネット関連サービスを提供する日本の企業。

## 事業概要
ファンビジネスを主事業とし、DX関連や人材関連の事業を行っている。
主事業のファンビジネスは、芸能事務所やレコード会社と共同で、月額制・年額制のサブスクリプション型のファンクラブサイトや、グッズやCD/DVDを販売するECサイト等を中心とし、オフィシャルサイトの運営やキャンペーン事務局等を構築、運営している。

## 沿革
- 2009年（平成21年）11月、株式会社アクセルエンターメディアを設立。
- 2009年（平成22年）12月、アクセルマークよりアーティストファンビジネス事業を譲り受け、スピンアウトにより事業スタート。
- 2013年（平成25年）4月、デジタルマーケティング会社よりモバイルコンテンツ事業を譲受。同年、年会費ファンクラブ・Eコマース事業を本格的に開始。
- 2015年（平成27年）2月、株式会社シーエー・モバイル(現:株式会社CAM)と資本業務提携。
- 2017年（平成29年）7月、アクセルネットワークスを設立し、同社を受け皿として株式会社レキサスよりインフラサービス事業を譲受[2]。iDCソリューション、ネットワーク構築・運用支援等のITインフラ事業を開始。
- 2019年（令和1年）10月、株式会社アクセルネットワークスを吸収合併。
- 2020年（令和2年）1月、ワンアンドカンパニー株式会社へ出資、子会社化人材紹介・RPOを中心としたHR事業を開始。
- 2020年（令和2年）6月、株式会社パイプシェルの発行済株式の全株式を取得、完全子会社化。DX事業の体制を強化。
- 2022年（令和4年）4月、株式会社BookLive、クロスプラス株式会社の両社と資本業務提携[3][4]。
- 2023年（令和5年）9月、株式会社バンダイナムコミュージックライブと資本業務提携[5]。

- 2023年（令和5年）12月、経営体制の変更を行い、創業者である田島満が取締役会長に就任し、代表取締役社長に三野善之が就任。

## 運営サイト[6]
ファンクラブ(ECサイト含む)運営中のアーティスト/作品等
- 加藤ミリヤ
- Dragon Ash
- BENI
- KARA
- ACIDMAN
- 杏子
- スキマスイッチ
- 秦基博
- ウルフルズ
- BONNIE PINK
- Superfly
- 清水翔太
- ストレイテナー
- Majiko
- 東京ゲゲゲイ
- 刀剣乱舞 (舞台作品)
- おそ松さん
- ELAIZA
- 宮沢氷魚
- 西島隆弘
- 阿部顕嵐
- 龍宮城
- レキシ
- 清木場俊介
- 綱啓永
- 石井竜也
- Little Glee Monster
- 秋田ノーザンハピネッツ(B.LEAGUE)

ECサイト運営中のアーティスト/作品等
- SPACE SHOWER STORE
- Augusta Family Club
- 遊戯王 KAIBA COPORATION STORE
- マーベラスステージ公式通販
- TCエンタ2.5次元公式通販

DX支援等
- ZIP-FM 公式ホームページ
- ロピア 公式アプリ